# 7 Brygada Inżynieryjno-Budowlana
7 Brygada Inżynieryjno-Budowlana (7 BInż-Bud) – związek taktyczny wojsk inżynieryjnych ludowego Wojska Polskiego.

## Powstanie i działalność brygady
Brygada została sformowana na podstawie rozkazu nr 0121/Org. Naczelnego Dowódcy Wojska Polskiego z 12 maja 1945 w Warszawie i podporządkowana dowódcy Wojsk Inżynieryjnych WP gen. Stanisławowi Lisowskiemu. Zadaniem głównym brygady była odbudowa wyznaczonych obiektów w stolicy, a ponadto oczyszczenie Warszawy i jej okolic z amunicji.
Po sformowaniu, uzupełnieniu stanów osobowych pododdziałów oraz krótkim przeszkoleniu jednostka przystąpiła do rozminowania Warszawy i powiatów Błonie, Gostynin, Nowy Dwór Mazowiecki, Sochaczew, Włocławek, Inowrocław, Toruń oraz m. Nieszawa. Oprócz tego pododdziały prowadziły prace wyburzeniowe obiektów miejskich nie nadających się do odbudowy.
42 batalion pod dowództwem mjr. Jana Piotrowskiego 15 czerwca został skierowany do rozminowania terenów w rejonie nr 2. Obszar o powierzchni 13 tys. km kw. położony na zachód od Warszawy obejmował Wisłę do Bydgoszczy i tereny położone na zachód na tym odcinku. Pierwsza kompania tego batalionu rozminowała na obszarze Warszawy 101 obiektów. W lipcu 1945 żołnierze 7 BInż-Bud wywieźli 925,5 ton amunicji i materiałów wybuchowych, zgromadzonych na stacjach Warszawa Wschodnia Towarowa i Warszawa Zachodnia. Do 4 września 1945, w Palmirach, patrol saperski z 42 batalionu zniszczył 377 ton amunicji wywiezionej ze składów warszawskich.
W pierwszym etapie prowadzonych prac bataliony przede wszystkim usuwały miny z zasadniczych dróg i miejscowości. W następnym etapie rozminowywały lewy brzeg Wisły, Puszcze Kampinoską oraz obszar twierdzy Modlin.
Innymi ważniejszymi przedsięwzięciami wykonywanymi przez brygadę było:
- oczyszczanie z niewybuchów oraz naprawa linii kolejowej na odcinku Brześć – Warszawa – Poznań, dla zabezpieczenia przejazdu na konferencję w Poczdamie Józefa Stalina,
- oczyszczenie toru kolejowego z Gdyni do portu,
- wyburzenie zniszczonych mostów i wiaduktów m.in. w Gdańsku i w Warszawie (przy dworcu Gdańskim), i części przęseł mostu Poniatowskiego i przy Cytadeli.

Brygada sprawdziła i rozminowała ponad 9000 km. kw. terenu, ponad 32,5 tys. km dróg, 23 mosty kolejowe, 147 km torów kolejowych, 1 lotnisko. Przy tym unieszkodliwiono lub zniszczono ok. 16 tys. szt. min, 4753 bomby lotnicze oraz kilkaset tysięcy sztuk innych niebezpiecznych przedmiotów.
Brygadę została rozformowana 11 września 1945. Z brygady wydzielono samodzielne bataliony inżynieryjno-budowlane i podporządkowano III wiceministrowi obrony narodowej.

## Dowódcy
- płk Aleksander Panfiłow
- płk Michał Prochorow
- płk Leon Rajski
- płk Siemion Żukow

## Struktura organizacyjna
- Dowództwo 7 Brygady Inżynieryjno-Budowlanej
- 42 samodzielny batalion saperów
- 43 samodzielny batalion inżynieryjno-budowlany
- 44 samodzielny batalion inżynieryjno-budowlany
- 45 samodzielny batalion inżynieryjno-budowlany
- kompania dowodzenia,
- park przepraw
- kompania transportowa